# 微凹冬青
微凹冬青（学名：Ilex retusifolia）是冬青科冬青属的植物，是中国的特有植物。分布在中国大陆的广西等地，多生长在山地热带森林中，目前已由人工引种栽培。